# Journal of Controlled Release
Das Journal of Controlled Release, abgekürzt J. Control. Release, ist eine wissenschaftliche Fachzeitschrift, die vom Elsevier-Verlag veröffentlicht wird. Die Zeitschrift ist das offizielle Publikationsorgan der Controlled Release Society und der Japan Society of Drug Delivery System und erscheint derzeit mit 24 Ausgaben im Jahr. Es werden Arbeiten zum Thema Arzneistofffreisetzung veröffentlicht.
Der Impact Factor lag im Jahr 2020 bei 9,776. Nach der Statistik des Web of Science wird das Journal mit diesem Impact Factor in der Kategorie multidisziplinäre Chemie an 23. Stelle von 178 Zeitschriften und in der Kategorie Pharmakologie und Pharmazie an zehnter Stelle von 176 Zeitschriften geführt.